# 25227 Genehill
25227 Genehill este o planetă minoră (asteroid), cu un diametru de 3,486 km, din centura de asteroizi. A fost descoperită pe 10 octombrie 1998 la Stația Anderson Mesa de Lowell Observatory Near-Earth-Object Search. 
Obiectul prezintă o orbită caracterizată de o semiaxă mare de 2,5406953 UAi, o excentricitate de 0,14, o înclinație de 1,80952 ° în raport cu ecliptica.